# Scott Free Productions
Scott Free Productions é uma empresa de produção de cinema e televisão fundada por cineastas e irmãos Ridley Scott e Tony Scott. Eles formaram a empresa característica desenvolvimento filme Percy Main Productions em 1980, nomeando a empresa após a aldeia Inglês Percy Main, onde seu pai cresceu. A empresa foi renomeada para Scott Free Productions em 1984. Scott Livre produziu filmes que vão desde o 2000 Hollywood blockbuster de Gladiador (2000) para "pequenas imagens" como Cracks (2009). Entre produções de White Squall (1996) e G.I. Jane (1997), de Ridley Scott reorganizou a empresa.
Scott Free Productions tem escritórios em Londres e Los Angeles. Ele funciona com maior empresa de Ridley Scott RSA Films, auxiliando diretores no cinema e na televisão